# شهرستان گوستنگ
شهرستان گوستنگ (به لهستانی: Powiat Gostyń) یک شهرستان در لهستان است که در استان لهستان بزرگ‌تر واقع شده‌است. شهرستان گوستنگ ۸۱۰٫۳۴ کیلومتر مربع مساحت و ۷۵٬۶۸۳ نفر جمعیت دارد.